# Беседь
Бе́се́дь (бел. Бе́седзь) — река в России и Беларуси, левый приток реки Сож (приток Днепра). Длина реки — 261 км, площадь водосборного бассейна — 5600 км². Среднегодовой расход воды в Светиловичах — 26,1 м³/с.

## Описание
Река Беседь берёт начало на юге Смоленской области, далее протекает по Могилёвской области Белоруссии (в бассейне реки расположен посёлок Хотимск и город Костюковичи), пересекает западную часть Брянской области России (посёлок Красная Гора в 98 км от устья — начало судоходной части реки), а затем вновь течёт по Беларуси (Гомельская область), впадая в Сож в 147 км от устья на высоте между 117,4 и 118 метрами над уровнем моря. Общее направление течения с северо-востока на юго-запад.
Притоки: Деряжня, Жадунька, Суров, Олешня, Палуж (правые); Ольшовка, Столбунка, Колпита (левые).

## Этимология
Название Беседь, по одной из версий, имеет финно-угорское происхождение.
По другой версии, название происходит из иранских языков. Гидроним Беседь рассматривается в одном ряду с гидронимами Бестань, Бественка, Обеста, Обиста, Обста, Бастова, Бастовка, Бостя и т. д. Первая часть этих названий (Об-, Обе- и др.) сопоставима с иранским географическим термином об — «вода», «река». Вторая часть (-ста, -стань) восходит к иранскому слову в значениях «стоянка», «стан», «место», которое соответствует, например, современной осетинской корневой основе -стон в сложных словах в значении «широкая область».
Согласно В. Н. Топорову и О. Н. Трубачеву, название реки Беседь имеет балтийское происхождение. Гидроним соотносится с такими соответствиями, как лит. Bestinis, Best-upis, латыш. Beste, которые связаны с лит. besti — «копать; втыкать».